# Gregory Jackson
Gregory Jackson (* 28. Oktober 1971 in St. Louis) ist ein US-amerikanischer Soziologe und Professor im Department of Management an der Freien Universität Berlin.

## Leben
Jackson studierte an der University of Wisconsin–Madison Soziologie und deutsche Literatur und erwarb 1992 den Bachelor of Arts. Von 1992 bis 1993 forschte Jackson 1996 an der London School of Economics and Political Science. 1996 erwarb er den Master in Soziologie an der Columbia University in New York. Von 1996 bis 2002 forschte er zudem am Max-Planck-Institut für Gesellschaftsforschung in Köln. 1999–2000 war er Visiting Researcher am Ministerium für Internationalen Handel und Industrie Japans. Von 2001 bis 2002 war er Gastdozent an der Universität Duisburg.
2002 erwarb er an der Columbia University den Ph.D. in Soziologie. Anschließend war er bis 2004 am Research Institute of Economy, Trade and Industry in Tokio, wo er bis 2006 auch weitere Gastaufenthalte hatte. Von 2004 bis 2008 war Jackson Dozent für Comparative Management and Strategy am King’s College London. Ab 2008 war er Professor für Business und Soziologie an der University of Bath. 2009 war er Gastprofessor für Management an der Polytechnischen Universität Hongkong. Seit 2010 ist er „International Research Fellow“ an der University of Oxford und hatte verschiedene Gastaufenthalte an der Loughborough University London und Waseda University in Tokio. 2016 bis 2018 war er „Einstein Research Fellow“ am Wissenschaftszentrum Berlin für Sozialforschung.
Seit 2010 ist Jackson Professor für Personalpolitik an der Freien Universität Berlin.

## Würdigungen
Das Handelsblatt zählt Jackson zu den besten Betriebswirten im deutschsprachigen Raum. 2018 erhielt er zusammen mit Richard Deeg den JIBS Decade Award. 2014 wurde er von Thomson Reuters in der Liste „The World’s Most Influential Scientific Minds“ unter der Kategorie „Economics and Business“ aufgeführt.